# USS Bon Homme Richard (CV-31)
Pour les articles homonymes, voir Bonhomme Richard.
Pour les autres navires du même nom, voir USS Bonhomme Richard.
L'USS Bon Homme Richard (CV-31) est un porte-avion de classe Essex de l'United States Navy. Deuxième navire de la Marine américaine à porter ce nom, il reprend le nom de la frégate Bonhomme Richard de la guerre d'indépendance. Il fut en service de 1944 à 1971.